# Macedoni d'Antioquia
Macedoni d'Antioquia (Macedonius, Μακεδόνιος) fou patriarca d'Antioquia al segle vii.
Fou nomenat vers el 628 per influència del patriarca Sergi de Constantinoble, i va governar potser fins a la seva mort, que se situa entre 640 i 655. Va tenir com a successor a Jordi I d'Antioquia (fins al 656) i després a Macari d'Antioquia (vers 656 a 691) que en parla a la seva Expositio Fidei, llegida al Concili de Constantinoble el 681.
Va ser present al sínode organitzat per Pere de Constantinoble en època desconeguda però probablement el 655 (Pere fou patriarca del 654 al 666). Va passar el període del seu patriarcat a Constantinoble, ja que Antioquia havia caigut a mans dels musulmans.